# Katholisches Büro
Katholische Büros sind als Kontakt- und Verbindungsstellen der katholischen Kirche in Deutschland bzw. ihrer Bischöfe in die Politik und Gesellschaft Teil der kirchlichen Lobbyorganisation. Sie sind nicht im Lobbyregister erfasst. Nach eigenen Angaben sind sie Schnittstellen der katholischen Kirche zur Politik, um die Auffassungen der katholischen Kirche darzustellen und zu vertreten. Dazu geben sie insbesondere Stellungnahmen zu aktuellen Gesetzesvorhaben gegenüber der Bundesregierung und dem Bundestag bzw. gegenüber den entsprechenden Landesorganen ab. Die Büros sind rein innerkirchliche Einrichtungen und staatsunabhängig.
Die Büroleiter haben protokollarisch traditionell den Rang eines Ministers.

## Einordnung

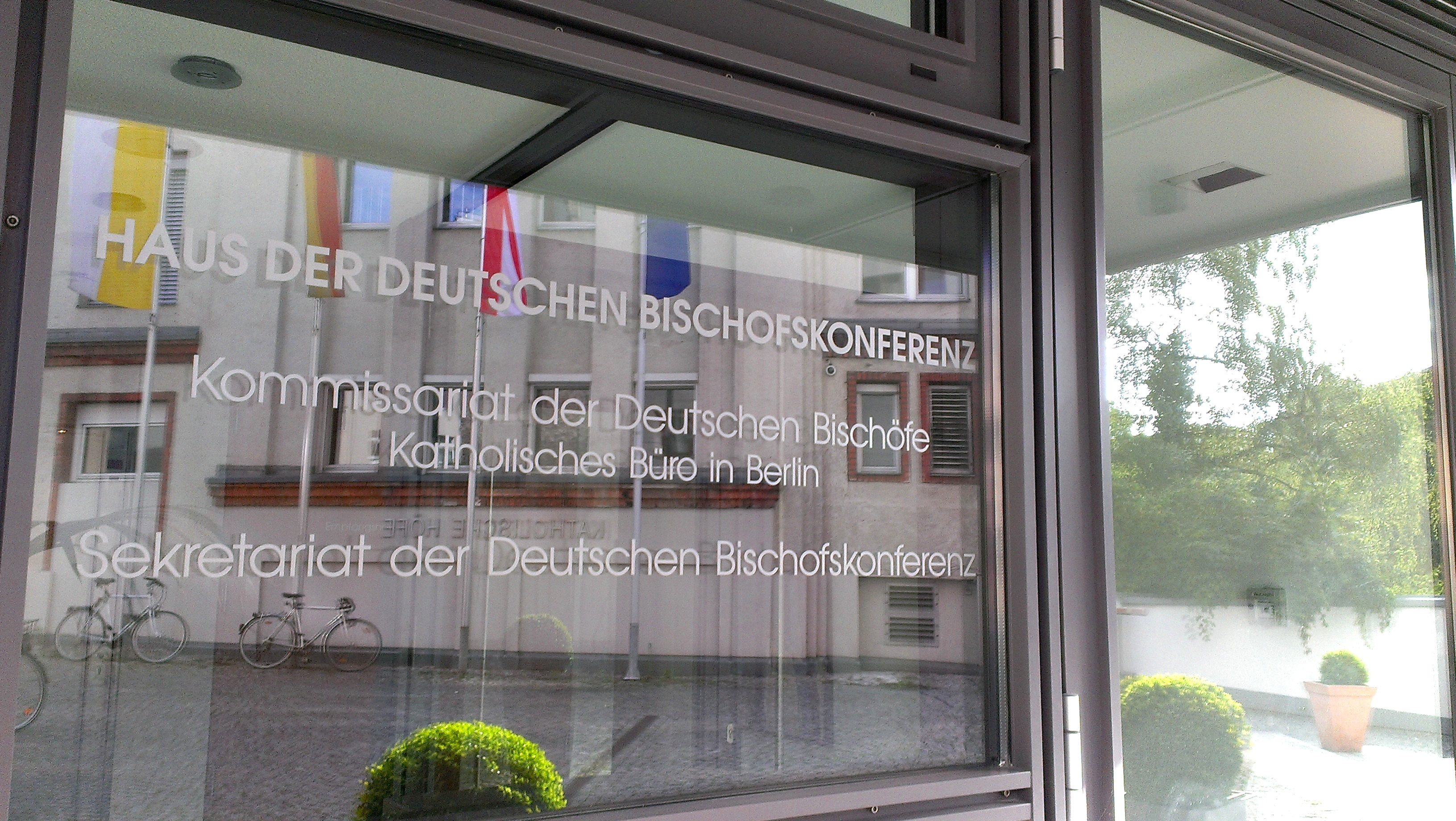
Eingangsbereich des Katholischen Büros in Berlin

Das Katholische Büro in Berlin ist – neben dem Sekretariat der Bischofskonferenz mit Sitz in Bonn – eine von zwei Dienststellen der Deutschen Bischofskonferenz. Deren Rechtsträger ist der Verband der Diözesen Deutschlands (VDD). Während das Sekretariat der Bischofskonferenz vor allem für die innerkirchliche Meinungsbildung zuständig ist, gehört zu den Aufgaben des Katholischen Büros auch Lobby-Arbeit nach außen. Nach eigenen Angaben fühlt sich das Katholische Büro dem Gemeinwohl verpflichtet und erhebt für sich den Anspruch, auch diejenigen gesellschaftlichen Gruppen, die ansonsten keine starke Lobby haben, zu vertreten. Dementsprechend sieht es seine Aufgaben insbesondere auch in der Sozial- und Flüchtlingspolitik.
Entsprechende Büros haben die katholischen Bistümer auch auf Landesebene eingerichtet. Das liegt darin begründet, dass nach den Kompetenzvorschriften des Grundgesetzes die Länder die Gesetzgebungskompetenz für zahlreiche Themen haben, die für die katholische Kirche eine besondere Relevanz haben.
Die Katholischen Büros sind von der Registrierung im Lobbyregister ausgenommen.

## Katholisches Büro auf Bundesebene

### Berlin

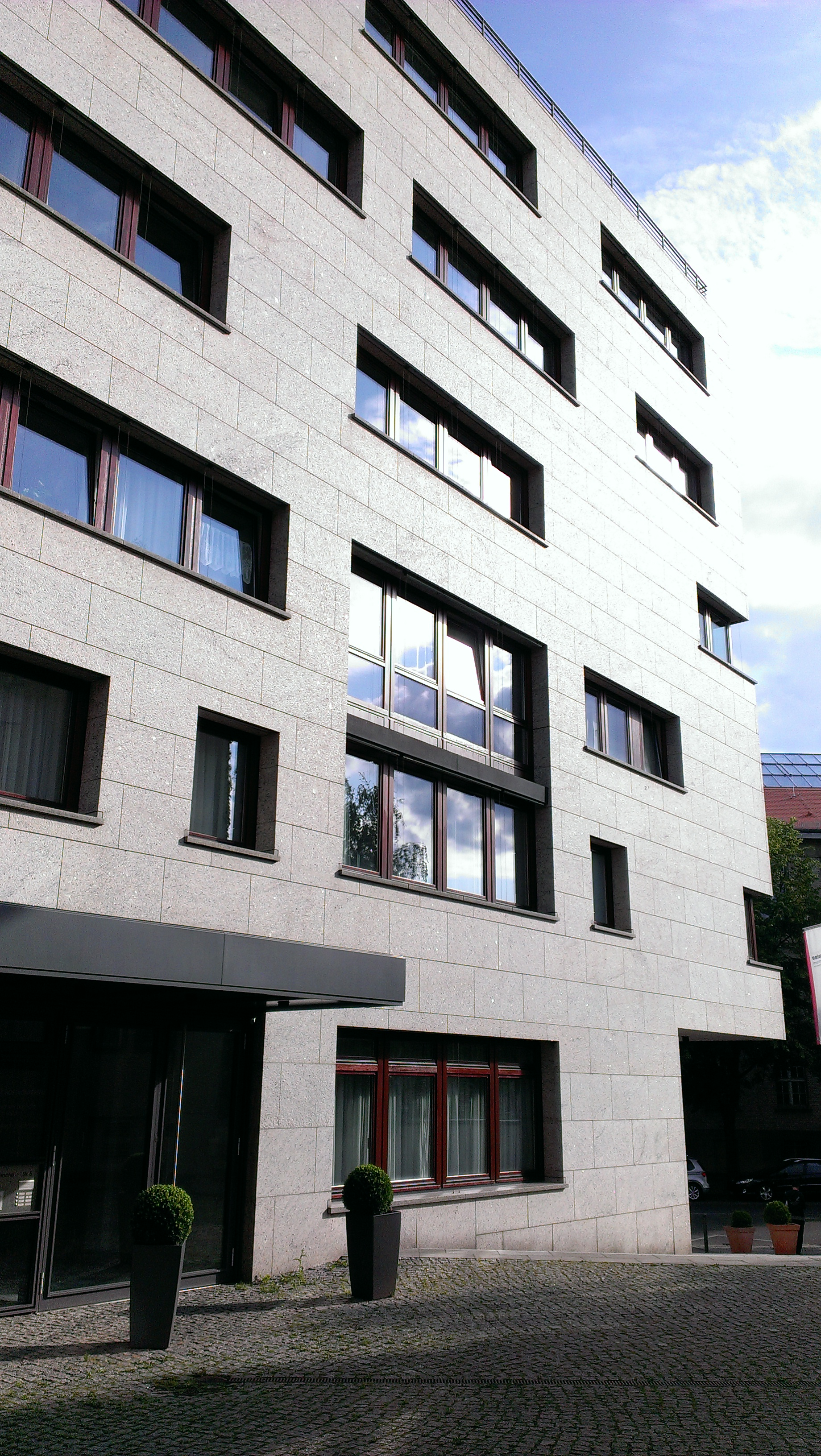
Katholische Höfe in Berlin, Bürogebäude des Katholischen Büros Berlin

Das Katholische Büro in Berlin (offiziell: Kommissariat der deutschen Bischöfe – Katholisches Büro in Berlin) unter der Leitung von des Prälaten Karl Jüsten ist für die Vertretung der deutschen Bischöfe in Berlin und Brüssel zuständig. Außerdem erfolgt eine enge Zusammenarbeit mit dem Bevollmächtigten des Rates der Evangelischen Kirche Deutschlands bei der Bundesrepublik Deutschland und der Europäischen Union. Die Gründung erfolgte 1950.
Das Büro ist eine Dienststelle der Deutschen Bischofskonferenz, deren Rechtsträger der Verband der Diözesen Deutschlands ist. Es ist ansässig in Berlin-Mitte in der Hannoverschen Straße, wo sich bis zur Deutschen Wiedervereinigung auch die Ständige Vertretung der Bundesrepublik Deutschland in der DDR befand. Auf dem Gelände der sogenannten „Katholischen Höfe“ befinden sich außerdem die Katholische Akademie in Berlin und die Kirche St. Thomas von Aquin.
Am 22. September 2011 trafen Papst Benedikt XVI. und Bundeskanzlerin Angela Merkel in der Bibliothek des Katholischen Büros in Berlin zu einem Gespräch zusammen.

### Bonn
Vor dem Umzug der Bundesregierung von Bonn nach Berlin befand sich auch das Kommissariat der deutschen Bischöfe in Bonn. Es wurde 1950 nach Vorarbeit durch den Kölner Domkapitular Prälat Wilhelm Böhler gegründet und zunächst von diesem geleitet. Die Gründung erfolgte parallel zu entsprechenden Aktivitäten von Superintendent Hermann Kunst, dem späteren Prälaten und ersten Bevollmächtigten des Rates der Evangelischen Kirche in Deutschland (EKD) bei der Bundesregierung. Böhler hatte bereits 1948/49 als Bevollmächtigter der deutschen Bischöfe beim Parlamentarischen Rat die kirchlichen Anliegen bei der Ausarbeitung des Grundgesetzes vertreten und war seit 1949 Beauftragter des Vorsitzenden der Fuldaer Bischofskonferenz bei der Bundesregierung. Dazu wurde das Kirchenpolitische Gremium (KPG) zur wichtigen Schalt- und Verbindungsstelle zu den katholischen Vertretern der Regierungen, der Ministerialbürokratie und des Parlaments. Um einen größeren Kreis führender Katholiken zu sammeln und zu binden, wurde 1951 das Klubhaus Bonn e. V. gegründet.
Nachfolger Böhlers als Leiter des Katholischen Büros wurde 1958 Prälat Wilhelm Wissing aus dem Bistum Münster. Ihm folgten der Weihbischof und spätere Bischof von Münster Heinrich Tenhumberg, der Prälat und spätere Weihbischof Wilhelm Wöste, ebenfalls Bistum Münster, sowie – von 1977 bis 2000 – der Würzburger Prälat Paul Bocklet.
In 2000 wurde die Dienststelle nach Berlin verlegt und entsprechend umbenannt.

## Länderbüros
Zur Vertretung kirchlicher Anliegen auf Ebene der deutschen Länder haben die jeweils zuständigen Diözesanbischöfe seit den späten fünfziger Jahren auch auf der Länderebene Verbindungsstellen zu den jeweiligen Landesregierungen errichtet. Im Zuge der Wiedervereinigung wurden auch von den ostdeutschen Diözesen solche Dienststellen eingerichtet. Die Gesetzgebungskompetenzen der Länder, die seit jeher wichtige Politikbereiche umfassten, sind im Zuge der Föderalismusreform im Jahr 2006 noch einmal erheblich erweitert worden. So fällt etwa wegen der Kulturhoheit der Länder das gesamte Unterrichts- und Bildungswesen vom Kindergarten bis zur Universität im Wesentlichen in den Kompetenzbereich der Länder. Gerade auf diesen Gebieten arbeiten Staat und Kirche traditionell zusammen, was insbesondere durch Art. 7 GG auch verfassungsrechtlich abgesichert ist.

### Baden-Württemberg
Das Kommissariat der Bischöfe in Baden-Württemberg mit Sitz in Stuttgart wurde am 1. September 1974 errichtet. Es vertritt die beiden katholischen Diözesen im Land Baden-Württemberg, das Erzbistum Freiburg und das Bistum Rottenburg-Stuttgart gegenüber der Landesregierung, dem Parlament und der ministerialen Verwaltung, in denen insgesamt rund 4 Millionen Katholiken leben. Das Büro unterhält Verbindungen mit anderen politisch und gesellschaftlich relevanten Gruppen, Verbänden und Organisationen wie z. B. Gewerkschaften und Arbeitgeberverbänden oder Jugend- und Sportverbänden.

### Bayern
Das Katholische Büro Bayern mit Sitz in München wurde am 1. Juni 1993 errichtet. Seit 1. Januar 2012 gehört das Katholische Schulkommissariat in Bayern – als Einrichtung der Freisinger Bischofskonferenz – zu dem Büro. Es vertritt die bayerischen (Erz-)Bischöfe gegenüber dem Freistaat Bayern in allen die Kirche betreffenden Fragen von Schule und Hochschule. Die Leitung des Katholischen Schulkommissariats in Bayern liegt zugleich beim Leiter des Katholischen Büros Bayern. Zum Katholischen Schulkommissariat in Bayern gehören das Religionspädagogische Zentrum in Bayern (RPZ) und die Religionspädagogische Materialstelle. Leiter (seit März 2023) ist der Politikwissenschaftler Matthias Belafi.

### Berlin/Brandenburg
Das Kommissariat der Bischöfe im Land Berlin und im Land Brandenburg mit Sitz in Berlin wurde am 1. Januar 1991 errichtet. Es vertritt die Interessen des Erzbistums Berlin, des Bistums Görlitz und des Bistums Magdeburg gegenüber den Ländern Berlin und Brandenburg. Geleitet wurde es bis zum 31. Januar 2019 von Dr. Martina Köppen. Ihre Nachfolge trat am 1. April 2019 der Jurist Gregor Engelbreth an.

### Bremen
Das Katholische Büro Bremen ist die Vertretung der katholischen Bistümer Hildesheim und Osnabrück bei der Bremer Landesregierung und bei der Bremischen Bürgerschaft. Es wurde am 1. Juni 1996 errichtet. Leiter des Katholischen Büros Bremen ist Propst Bernhard Stecker.

### Hamburg
Das Katholische Büro Hamburg wurde zum 1. Januar 2005 als Stabsstelle des Erzbischofs von Hamburg errichtet. Bis dahin hatte eine Abteilung des Erzbischöflichen Generalvikariats die Aufgaben des Büros wahrgenommen.

### Hessen
Das Katholische Büro in Hessen (offiziell: Kommissariat der Katholischen Bischöfe im Lande Hessen) wurde am 10. November 1959 von den Bischöfen der hessischen Bistümer Fulda, Limburg, Mainz und Paderborn gegründet und vertritt laut seiner Satzung die Belange der hessischen Diözesen bei der Landesregierung, dem Landtag und den politischen Parteien sowie bei den gesellschaftlichen Gruppen und Verbänden auf Landesebene. Die Leiter des Kommissariats waren seit 1959 Hermann Berg (1959–1978), Franz Josef Kaspar (1979–2003), Guido Amend (2004–2010), Wolfgang Pax (2010–2023) und Tonke Dennebaum (seit 2023).
Anlässlich des 50-jährigen Bestehens des Katholischen Büros würdigte der hessische Ministerpräsident Roland Koch die Zusammenarbeit zwischen den katholischen Bischöfen im Lande Hessen und den hessischen Landesregierungen als erfolgreich und vertrauensvoll. Der Mainzer Bischof, Karl Kardinal Lehmann, bezeichnete die Gründung des Kommissariats vor 50 Jahren als eine „Sternstunde in der Beziehung von Staat und Kirche“. Der Präsident des Hessischen Landtages Norbert Kartmann, dankte für die gute Zusammenarbeit, „die man auch in Zukunft pflegen“ wolle, die Kirchen seien ein „wesentlicher Teil der Gesellschaft“ und dienten auch „ein Stück dazu, was wir als demokratischer Staat als Kontrolle brauchen“.

### Niedersachsen
Das Katholische Büro Niedersachsen in Hannover ist die gemeinsame Vertretung der katholischen Bistümer Hildesheim und Osnabrück und des Bischöflich Münsterschen Offizialats Vechta bei der niedersächsischen Landesregierung und beim niedersächsischen Landtag. Es dient auch der Kooperation mit den Landesbehörden und mit den evangelischen Kirchen auf Landesebene.
Das Katholische Büro Niedersachsen wurde am 3. Februar 1964 in der Vorbereitungsphase des Niedersachsenkonkordats errichtet, das am 26. Februar 1965 in Kraft trat und den rechtlichen Rahmen für alle zu behandelnden Fragen bildet. Auftrag und Bedeutung des Büros ergibt sich besonders durch die sogenannte Freundschaftsklausel im Konkordat. Hauptthemenbereiche sind die Kultur-, Schul- und Hochschulpolitik. Derzeitiger (2009) Leiter ist Prälat Felix Bernard.

### Nordrhein-Westfalen
Das Katholische Büro in Düsseldorf ist seit seiner Gründung am 21. August 1958 die gemeinsame Kontaktstelle der fünf nordrhein-westfälischen Bistümer Aachen, Essen, Köln, Münster und Paderborn zum Land NRW (Landtag, Landesregierung und Behörden), zu nordrhein-westfälischen Parteien, Verbänden und Institutionen sowie zur Evangelischen Kirche im Rheinland (EKIR) und zur Evangelischen Kirche von Westfalen.
Die fünf Bistümer haben dem Katholischen Büro die Koordinierung in allen grundsätzlichen, insbesondere die Gesetzgebung berührenden Fragen aus dem Bereich Kirche, Staat und Politik übertragen. Dazu gehören vor allem Fragen der Kultur- sowie der Schul- und Hochschulpolitik. Seit dem 1. September 2014 leitet Antonius Hamers das Katholische Büro Düsseldorf.
In Dortmund unterhalten die nordrhein-westfälischen Diözesen zudem ein Katholisches Datenschutzzentrum.

### Mecklenburg-Vorpommern
Das Kommissariat der Erzbischöfe von Berlin und Hamburg mit Sitz in Schwerin wurde am 14. Februar 1995 errichtet. Es nimmt seine Funktionen auf der Grundlage unterschiedlicher Verträge zwischen Staat und Kirche wahr. Die Leitung des Katholischen Büros in Schwerin fungiert in Personalunion als Ständiger Beauftragter der Erzbischöfe von Berlin und Hamburg am Sitz der Landesregierung. Leiter ist Norbert Nagler.

### Rheinland-Pfalz
Das Kommissariat der Bischöfe Rheinland-Pfalz mit Sitz in Mainz wurde am 1. Dezember 1968 errichtet. Beteiligt sind die katholischen Diözesen mit rheinland-pfälzischen Gebietsanteilen (Trier, Speyer, Mainz, Limburg und Köln).

### Saarland
Das Kommissariat der Bischöfe von Speyer und Trier mit Sitz in Saarbrücken wurde am 1. Februar 1971 errichtet.

### Sachsen
Das Katholische Büro Sachsen mit Sitz in Dresden wurde am 10. Dezember 1990 errichtet. Leiterin (seit Oktober 2023) ist die Medienwissenschaftlerin Daniela Pscheida-Überreiter.

### Sachsen-Anhalt
Das Katholische Büro in Sachsen-Anhalt mit Sitz in Magdeburg wurde am 1. Juli 1990 errichtet. Leiter des Katholischen Büros ist Stephan Rether.

### Schleswig-Holstein
Das Katholische Büro Kiel vertritt den Erzbischof von Hamburg am Sitz der Regierung von Schleswig-Holstein. Es wurde am 14. Februar 1995 errichtet.

### Thüringen
Das Kommissariat der Bischöfe in Thüringen mit Sitz in Erfurt wurde am 1. Januar 1991 errichtet. Es vertritt das 1994 neu gegründete Bistum Erfurt sowie die Diözesen Dresden-Meißen und Fulda, deren beiden Territorien auch Teile Thüringens umfassen, gegenüber dem Freistaat Thüringen. Leiter ist Ordinariatsrat Dr. Claudio Kullmann.